# Conrad Malte-Brun

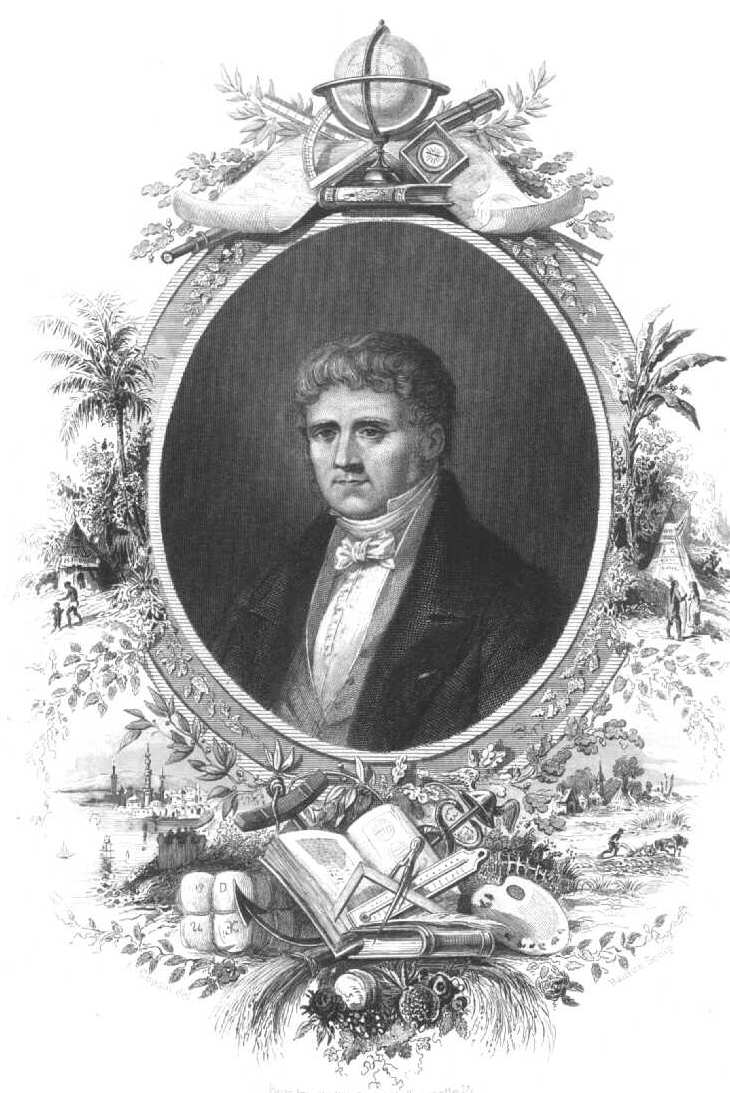
Conrad Malte-Brun

Conrad Malte-Brun, eigentlich Malthe Conrad Bruun (* 12. August 1775 in Thisted, Dänemark; † 14. Dezember 1826 in Paris) war ein dänisch-französischer Geograf.

## Leben
Malte-Brun war der Sohn des Justizrates und Bezirksgouverneurs Adolf Christian Bruun und Anne Christine Lange (geborene von Hoff). Auf die Frage, was er werden wolle antwortete der Junge: „Ich hoffe, einmal an der Seite von Heiberg zu gehen.“ Nach dem Schulabschluss 1790 begann er zunächst an der Universität Theologie zu studieren. Unter dem Einfluss des Rationalisten Otto Horrebow (1769–1823), dem er an der Universität begegnet war, begann er die gesellschaftlichen Zwänge zu hinterfragen, kleidete sich nach eigenem Geschmack und ließ seine blonden Haare lang wachsen, was ihm im Kreise der Studenten einen Beinamen (dänisch Jomfru Bruun ‚Jungfrau Bruun‘) eintrug. Er begann an der Universität Kopenhagen ein neues Studium und gab 1794 das kleine Wochenblatt Vækkeren (‚Aufwachen‘ oder ‚Wacht auf‘) heraus, in dem er die Ansichten Jean-Jacques Rousseaus über Gleichheit und Brüderlichkeit abdruckte. Diese Veröffentlichung löste Empörung aus und so musste sie bereits nach drei Ausgaben wieder eingestellt werden. Der Verleger wurde zu einer Geldstrafe verurteilt, die teilweise durch die Einnahmen aus dem Verkauf ausgeglichen wurden, denn viele wollten lesen, was er dort geschrieben hatte. Er veröffentlichte weitere Schriften und Flugblätter, was schließlich zu einer Anklage gegen ihn und im Jahr 1800 zu seiner Verbannung „Forvisning fra Kongens Riger og Lande“ (Ausweisung aus des Königs Reich und Land) führte.
Malte-Brun ging infolgedessen nach Paris. Dort lieferte er 1804–1807 mit dem Geografen Edme Mentelle eine große Erdbeschreibung in sechzehn Bänden, welche trotz ihrer ungleichen Gewichtung der Erdteile in Frankreich lange als das beste Werk in diesem Fach galt. Sein Wirken beschränkte sich jedoch eher darauf, das geographische Wissen in Frankreich der Öffentlichkeit zu vermitteln, als selbst zu neuen Erkenntnissen beizutragen.
Ab 1806 war er einer der Hauptmitarbeiter am Journal des débats (das zu dieser Zeit unter dem Namen Journal de l’Empire erschien). Seine darin abgedruckten Aufsätze wurden posthum 1828 unter dem Titel Mélanges scientifiques et littéraires herausgegeben. 1808 begann er die Arbeit an den Annales des voyages, de la géographie et de l’histoire und 1818 mit Jean Baptiste Benoit Eyriès die Nouvelles annales des voyages.
Sein Hauptwerk ist der (von Jean-Jacques-Nicolas Huot vollendete) Précis de la géographie universelle. Auch an dem Dictionnaire de la géographie universelle war er beteiligt. Er war 1821 ein Mitbegründer und erster Sekretär der Société de Géographie de Paris.
Malte-Brun prägte als erster 1810 die Bezeichnung „langues indo-germaniques“ (indogermanische Sprachen).
Sein zweiter Sohn, Victor-Adolphe, war ebenfalls Geograf und verfasste unter anderem das mehrbändige Werk L’Allemagne illustrée.

## Ehrung
Der Berg Malte Brun ist nach ihm oder seinem Sohn Victor Adolphe benannt.

## Publikationen
Er war Herausgeber bedeutender Reihen und Schriften. Zudem erschienen Aufsätze von ihm in der Zeitschrift Le Spectateur.
- Géographie mathématique, physique et politique de toutes les parties du monde. 16 Bände 1803–1807.
- Tableau historique et physique de la Pologne. 1807.
- Annales des voyages, de la géographie et de l’histoire. 24 Bände, 1808–1815.
- Malte-Brun’s Neuestes Gemälde von Amerika und seinen Bewohnern. 2., wohlfeile Auflage. Erstes bis Zwölftes Buch. Hartleben’s Verlags-Expedition, Leipzig 1823, OCLC 978350214 (babel.hathitrust.org – französisch: Prećis de la geógraphie universelle, ou Description de toutes les parties du monde sur un plan nouveau, d'apres̀ les grandes divisions naturelles du globe. Paris 1810. Übersetzt von E. W. von Greipel).
- Précis de la géographie universelle. 8 Bände, Paris 1810–1829.
- Nouvelles annales des voyages. 30 Bände, 1819–1826.
- Dictionnaire de la géographie universelle. 8 Bände, Paris 1821 ff.
- Mélanges scientifiques et littéraires. 3 Bände, Paris 1828.